# Henry Woodward (1832-1921)
Pour les articles homonymes, voir Henry Woodward.
Henry Woodward (24 novembre 1832 à Norwich - 6 septembre 1921 à Bushey) est un géologue et paléontologue britannique.

## Biographie
Il devient assistant du département de géologie du British Museum puis conservateur en 1880. Woodward est élu membre de la Royal Society en 1873, docteur en droit honorifique de l'université de St Andrews en 1878, président de la Geological Society of London de 1894 à 1896 et est récompensé par la médaille Wollaston par cette société savante. Il préside d'autre société tel que la Palaeontographical Society, Royal Microscopical Society et la Malacological Society.
Il publie de nombreuses monographies, entre autres : The British Fossil Crustacea, Order Merostomata (société de paléontologie) et Carboniferous Trilobites -- Les trilobites du Carbonifère. Woodward collabore avec de nombreux autres journaux scientifiques et est éditeur du Geological Magazine de sa création en 1864 à 1918. On lui doit le terme d'orogenèse alléghanienne (Alleghany orogeny).

## Un autre Henry Woodward
Il existe un autre géologue du même nom né à Norwich le 16 mai 1858, mort le 8 février 1917, peut être apparenté au Woodward dont traite cet article.